# Wildburg (Treis-Karden)
Die Wildburg ist eine wieder aufgebaute Burganlage in der Gemeinde Treis-Karden im Landkreis Cochem-Zell (Rheinland-Pfalz). Sie befindet sich ca. 30 Kilometer Luftlinie südwestlich von Koblenz.

## Lage
Die Höhenburg steht auf einem bewaldeten und steil aufragendem Bergsporn, der von den beiden aus dem Hunsrück kommenden Bächen Flaumbach und Dünnbach umflossen wird. Auf demselben Bergsporn, nur durch eine Mulde getrennt, befindet sich nördlich, etwa hundert Meter entfernt die etwas höher gelegene Burg Treis. Die Wildburg liegt in einer Höhe von ca. 85 Metern über dem Zusammenfluss der beiden Bäche. Auf einer Höhe von 165 Meter über NN gelegen, befindet sie sich gut einen Kilometer südlich von Treis in einem Nebental der Mosel.

## Geschichte
In der älteren Literatur wird vorwiegend die Meinung vertreten, dass die Burg bereits in der ersten Hälfte des 12. Jahrhunderts vom Pfalzgrafen Otto von Rheineck erbaut wurde. Mit einiger Sicherheit handelt es sich jedoch bei der von Otto von Rheineck erbauten Burg um die unmittelbar benachbarte Burg Treis. Die Wildburg wurde um 1235 von den Herren von Wildenberg aus der Eifel erbaut, von denen sie ihren Namen erhielt. Der Grund der Errichtung dürfte die Verwaltung des Erbes der Stahlecker Linie der Herren von Braunshorn gewesen sein, an das Philipp II. von Wildenberg durch seine Ehe mit Irmgard von Braunshorn gelangt war. Erstmals urkundlich belegt ist die Wildenburg jedoch erst im April 1358.
Nach dem Aussterben der Herren von Wildenberg um 1400 zog Kurtrier die Burg als erledigtes Lehen ein. In den folgenden Jahrhunderten wechselte die Burg mehrfach den Besitzer (von Miehlen genannt von Dieblich, Herren von dem Burgdor, Herren von Eltz), blieb jedoch unter Trierer Oberherrschaft.
Im Pfälzischen Erbfolgekrieg wurde sie im Jahre 1689 ebenso wie die benachbarte Burg Treis und viele andere linksrheinisch gelegenen Burgen von französischen Truppen zerstört. Sie war zu diesem Zeitpunkt nicht mehr von strategischer Bedeutung und wurde nicht wieder aufgebaut.

## Heutiger Zustand

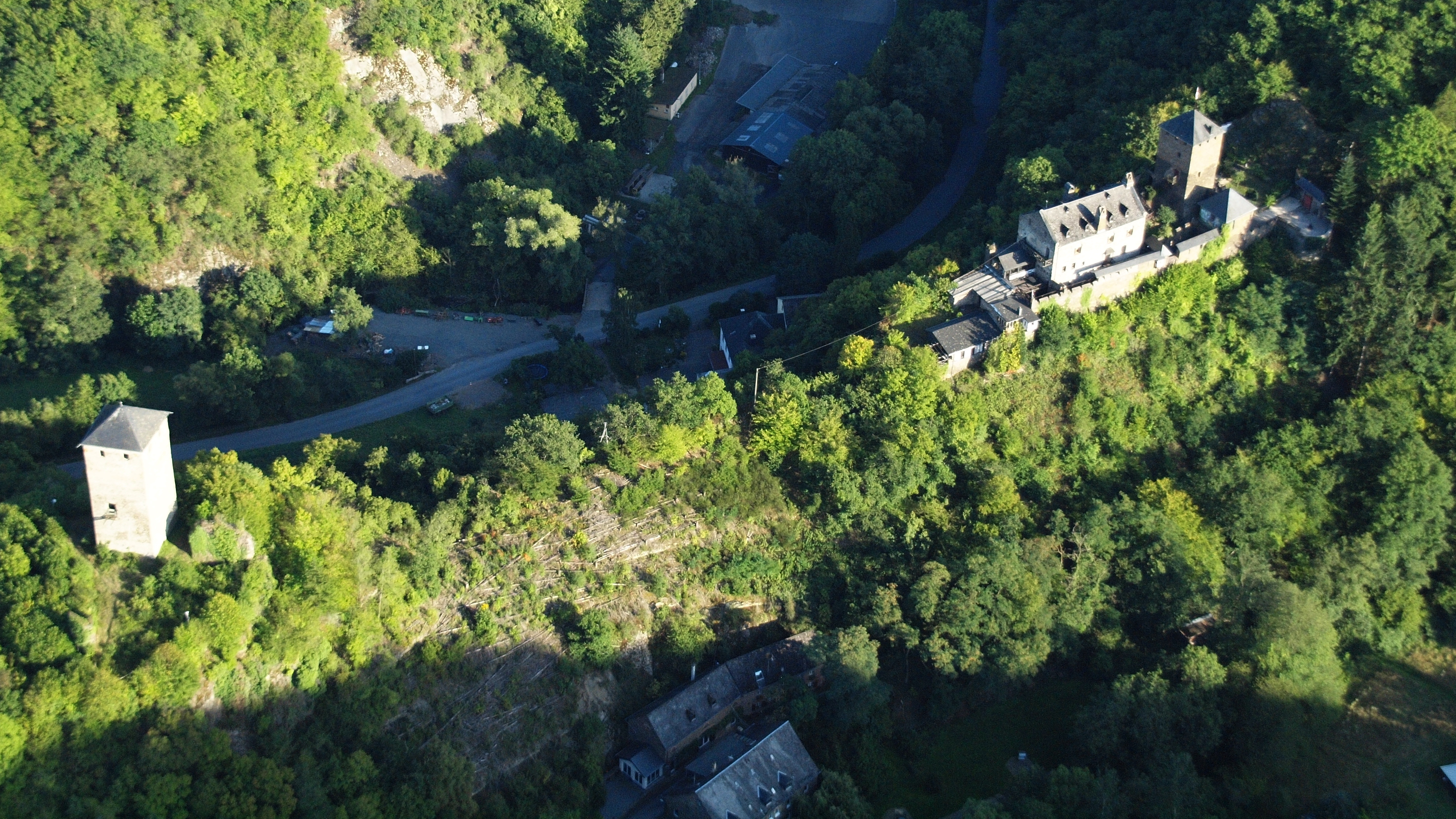
Bergfried der Burg Treis (links) und Wildburg (rechts)

1956 wurde die Ruine ebenso wie die Ruine der Burg Treis von dem Werkzeugfabrikanten Kurt Honsberg (1905–1993) gekauft, gesichert und teilweise wieder aufgebaut. Ernst Stahl lieferte die ersten Pläne, die jedoch später abgeändert wurden. Die weiteren Arbeiten führte der ortsansässige Architekt Josef Hess aus. Ab 1957 wurde der romanische Palas, der in seinen Außenmauern fast vollständig erhalten war, mit einem Dach versehen und bis etwa 1966 im Inneren neu ausgebaut. Um 1973 wurde der Stumpf des im Norden gelegenen, fast quadratischen Bergfrieds um ein gutes Drittel erhöht und der Torturm sowie die Umfassungsmauern wurden wiederhergestellt. Von weiteren Gebäuden und der Ringmauer sind noch Mauerreste erhalten. Lange war die Burg in Privatbesitz und konnte nur von außen besichtigt werden. Seit 2017 stand sie zusammen mit der Ruine der Burg Treis zum Verkauf. 2021 kaufte die Gemeinde Treis-Karden das Anwesen.
Jens Friedhoff kritisierte den Wiederaufbau als „ein markantes Beispiel für die nach heutigen Maßstäben zu weit reichende Rekonstruktion“, da weder ein denkmalpflegerisches Gesamtkonzept noch archäologische Grabungen noch eine begleitende Bauforschung stattgefunden hätten, wie sie nach heutigem Denkmalpflegerecht unerlässlich wären. Zudem erfolgten verschiedene kleinteilig verschachtelte und verunklarende Anbauten an den nördlichen Palasgiebel, so ein Querbau mit falschen Biforien ab 1970 und ein Wintergarten erst in den 1990er Jahren.
Mitte 2020 wurden beide Treiser Burgen von der Gemeinde erworben und sollen künftig kulturell und touristisch genutzt werden.